# Maserati Mexico
Maserati Mexico – samochód sportowy klasy wyższej produkowany przez włoską markę Maserati w latach 1966 - 1972. 

## Historia i opis modelu

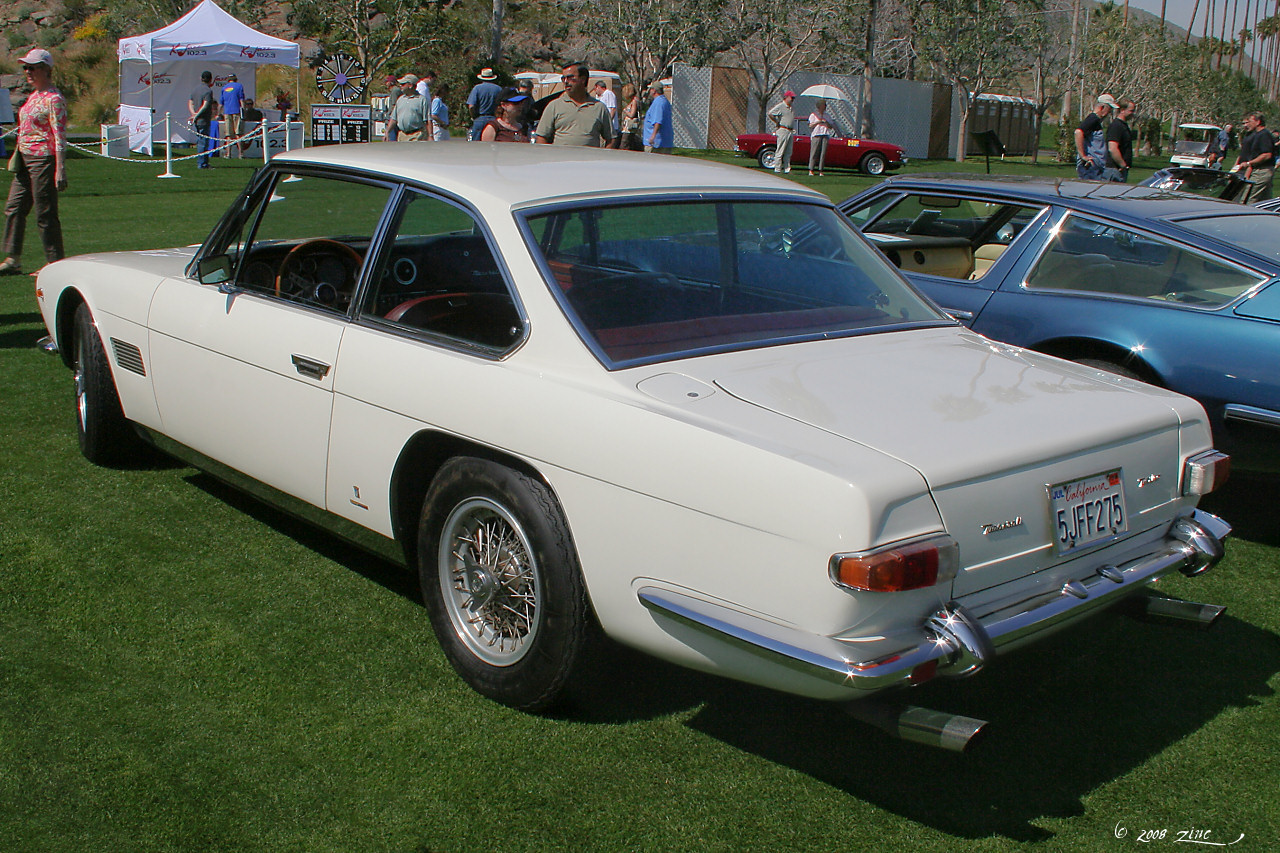
Maserati Mexico - tył

Dostępny jako 2-drzwiowe, 4-osobowe coupé. Następca modelu 5000 GT. Do napędu użyto silnika V8 o pojemności 4,7 litra generującego moc 294 KM, przenoszona była ona na koła tylne poprzez 5-biegową manualną skrzynię biegów. W 1970 przeprowadzono facelifting modelu.

### Dane techniczne
Źródło:

### Silnik
- V8 4,7 l (4719 cm³), 2 zawory na cylinder
- Stopień sprężania: 8,5:1
- Moc maksymalna: 294 KM (216,3 kW) przy 5500 obr./min
- Maksymalny moment obrotowy: 393 N•m przy 3800 obr./min

### Osiągi
- Prędkość maksymalna: 256 km/h